# Nopaltzin
Nopaltzin (del nahuatl:  nohpalli, nopal  ‘ -tzin, terminación reverencial.’‘ Venerable nopal.’) fue un caudillo y gobernante chichimeca, segundo tlahtoani acolhua sucesor de su padre, Xolotl. Asentado en el altépetl (ciudad) de Tenayocan, rigió de 1204 a 1236.

## Cronología
La existencia y períodos de gobierno de los distintos tlahtohqueh suele ser muy compleja, debido a que gran parte de las fuentes fueron escritas pretendiendo establecer necesidades políticas. Esto provoca que haya muchas divergencias; en el caso concreto de Nopaltzin el cronista Ixtlilxochitl, quien es considerado el historiador más especializado acerca de Tetzcoco, marca períodos excesivamente largos y cronológicamente los ubica en el pasado remoto; para Nopaltzin dice gobernó de 1075 a 1107.
En la obra de Domingo Chimalpahin aparecen datos que intentan establecer una secuencia más real. Colocando su regencia de 1178 a 1209, sin embargo, está atrasando temporalmente la secuencia al duplicar la duración del gobierno de Tlotzin a 64 años, cuando el mismo Chimalpahin reconoce que solo fueron 32 años. Es así como queda su período de 1204 a 1236.

## Consolidación del señorío de Tenayocan
A pesar de ser el gobernante que menos tiempo estuvo en el poder (32 años), desde sus tiempos se dio la expansión y consolidación del territorio, que quedó, en apariencia, bien delimitado, aunque muy posiblemente es una exageración, pues abarcaba supuestamente hasta las zonas tlaxcalteca y mixteca por un lado, y por el otro hasta Tulancingo. 
Ixtlilxochitl marca su territorio a partir de la sierra de Xocotitlan, cubriendo los señoríos de Chiuhnauhtecatl (Toluca), Malinalocan (Malinalco), Itzocan, Atlixcahuacan (Atlixco), Temalacatitlan, Poyauhtlan, Xiuhtecuhtitlan, Zacatlán, Tenamitec, Cuauhchinanco (Huauchinango), Tototepec, Metztitlan, Cuachquetzaloyan, Atotonilco y Cuahuacan. 
Más que ser conquistas o extensión territorial, parece que estos pueblos mantenían nexos comerciales y políticos con Tenayocan. 
Al igual que se manipula la información del control territorial, se declaran lazos de uniones genealógica con las casas señoriales más notables de su época. Según el cronista Alva Ixtlilxochitl Tlotzin se casa con Azcaxochitzin, hija de Pochotl, quien a su vez era hijo de Topiltzin, nada menos que el mismísimo último Ce Ácatl Topiltzin Quetzalcóatl, gobernante de Tula. 
Nopaltzin tiene tres hijos: Tlotzin, Axoquen y Coxanatzin (también escrito "Cozanatzin").

## Leyes
Alva Ixtlilxochitl señala que Nopaltzin tuvo que ser más enérgico a la hora de gobernar, ampliando y observando las siguientes leyes:
1. Que nadie prenda fuego al campo o sierra. Se castiga con la muerte.
2. Prohibido robar la caza ajena de las redes. Se castiga quitando los instrumentos de caza y se prohíbe la actividad.
3. Lo mismo que el anterior pero siendo sorprendido en el acto.
4. No alterar los límites de caza, quién los altera se castiga con la muerte.
5. Los adúlteros ya fueran hombres o mujeres, serán flechados en la garganta hasta morir.